# Pražnica
Pražnica je naselje na Hrvaškem, ki upravno spada pod občino Pučišća; le-ta pa spada pod Splitsko-dalmatinsko županijo.
Pražnica leži na okoli 390 mnm visoki manjši planoti ob cesti, ki povezuje občinsko središče Pučišća z Bolom oz. preko Nerezišća s Supetrom. 

## Demografija
| Pregled števila prebivalcev po letih | Pregled števila prebivalcev po letih | Pregled števila prebivalcev po letih | Pregled števila prebivalcev po letih | Pregled števila prebivalcev po letih | Pregled števila prebivalcev po letih | Pregled števila prebivalcev po letih | Pregled števila prebivalcev po letih | Pregled števila prebivalcev po letih | Pregled števila prebivalcev po letih | Pregled števila prebivalcev po letih | Pregled števila prebivalcev po letih | Pregled števila prebivalcev po letih | Pregled števila prebivalcev po letih | Pregled števila prebivalcev po letih |
| ------------------------------------ | ------------------------------------ | ------------------------------------ | ------------------------------------ | ------------------------------------ | ------------------------------------ | ------------------------------------ | ------------------------------------ | ------------------------------------ | ------------------------------------ | ------------------------------------ | ------------------------------------ | ------------------------------------ | ------------------------------------ | ------------------------------------ |
| 1857                                 | 1869                                 | 1880                                 | 1890                                 | 1900                                 | 1910                                 | 1921                                 | 1931                                 | 1948                                 | 1953                                 | 1961                                 | 1971                                 | 1981                                 | 1991                                 | 2001                                 |
| 489                                  | 596                                  | 646                                  | 780                                  | 853                                  | 813                                  | 0                                    | 594                                  | 498                                  | 523                                  | 522                                  | 443                                  | 410                                  | 363                                  | 346                                  |